# Anthony Terras

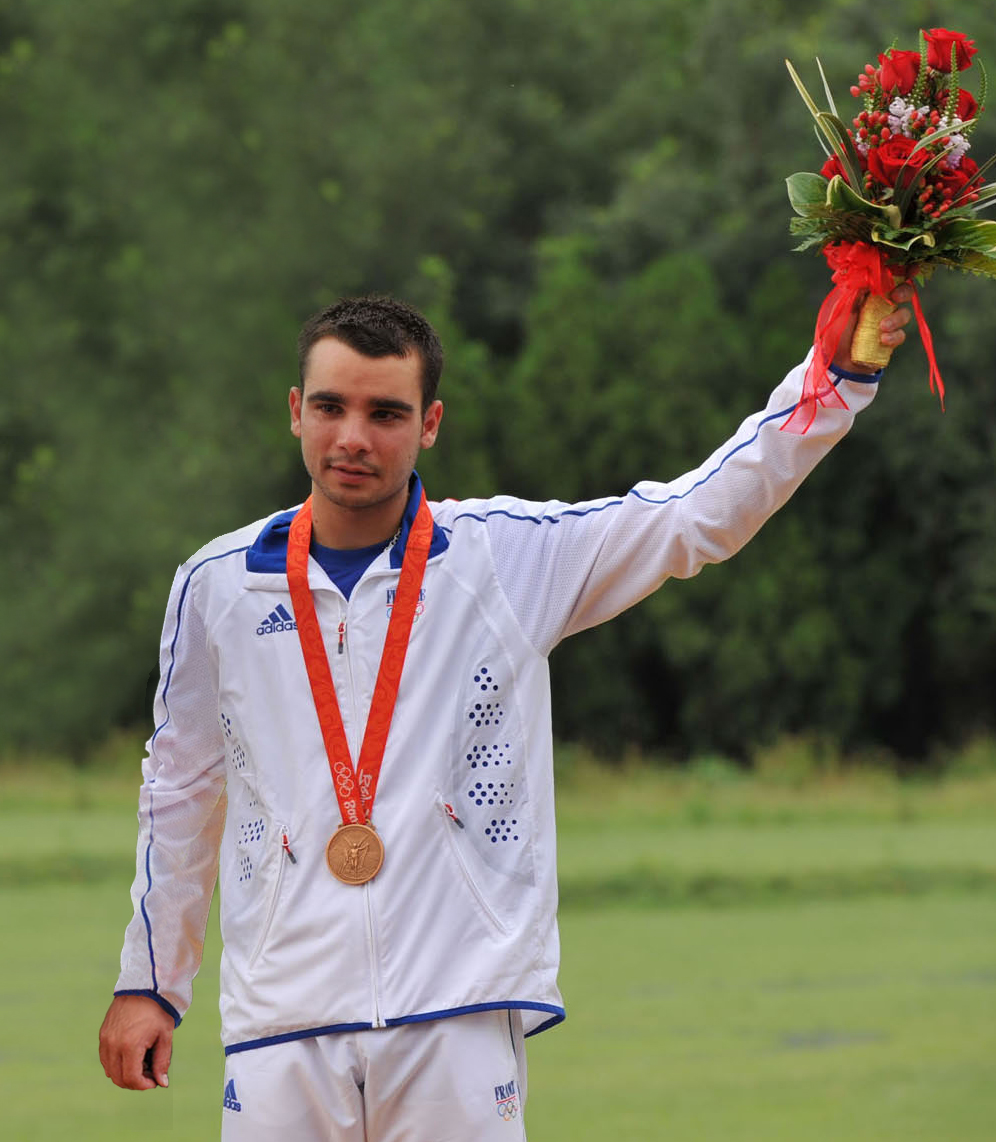
Anthony Terras

Anthony Joseph Terras, född 21 juni 1985 i Marseille, är en fransk sportskytt.
Terras blev olympisk bronsmedaljör i skeet vid sommarspelen 2008 i Peking.